# Mika Sugimoto
Mika Sugimoto (Itami, 27 de agosto de 1984) é uma judoca japonesa que conquistou a medalha de prata na categoria mais de 78 kg dos Jogos Olímpicos de Londres 2012..